# L'Arianna (Scarlatti)
Pour les articles homonymes, voir Arianna.
Ebra d'amor fuggia (« Ivre d'amour »)

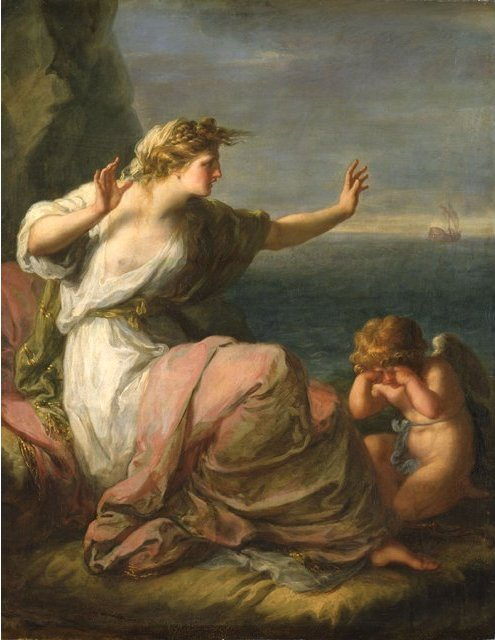
Ariane abandonnée par Thésée (toile d'Angelica Kauffmann, avant 1782).

L'Arianna (H.242), est une cantate de chambre du compositeur italien Alessandro Scarlatti, composée pour voix de soprano, deux violons et basse continue. Le librettiste n'est pas connu, ni la date de composition. Probablement 1707, selon les musicologues.
À distinguer de la cantate H.209, pour soprano, qui porte le même sur-titre, « L'Arianna » (et un, plus précis dans un autre manuscrit : « L'Arianna abbandonata »), et qui est fondée sur un autre texte, avec l'incipit : Dove alfin mi traeste ?.

## Présentation
Jusqu'au tournant du XVIIIe siècle, les évocations issues de la mythologie grecque sont nombreuses dans le répertoire de la cantate de chambre italienne. L'argument de l'Arianna se place après qu'Ariane, princesse de Crète, ait aidé Thésée à sortir du Labyrinthe et à vaincre le Minotaure. Ariane rêve d'épouser Thésée, mais le héros l'abandonne : pendant le sommeil d'Ariane, Thésée prend la mer pour retourner à Athènes. Pleurant toutes les larmes de son corps, voulant se jeter à l'eau du haut d'une falaise, elle est sauvée par Bacchus qui l'emporte dans les airs…
Les instruments ne se contentent pas d'accompagner le chant, ils sont de véritables partenaires dans la partition, notamment dans la troisième aria Ingoiatelo, laceratelo… (« Dévorez-le, déchirez-le »), où ils soutiennent et illustrent la rage contre Thésée.
James Halliday propose la date de 1707 pour la composition.

## Structure

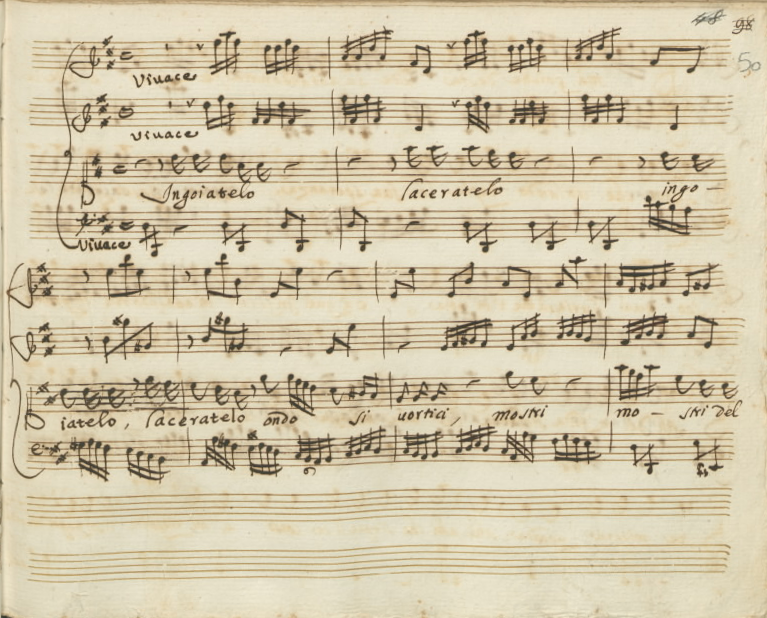
Le début de l'Aria Ingoiatelo, laceratelo, extrait de « L'Arianna » (Ms. Naples, Rari 7.1.13, f° 50).

L'Arianna del Cavalier Sig. Alessandro Scarlatti
- Sinfonia. Allegrissimo – Allegro,  /  en fa majeur
- Ebra d'amor fuggia (recitativo),
- Pur ti stringo (aria ; violon I),
- Teseo l'accarezzà lui tanto (recitativo),
- Stringa si dolce nodo (aria ; violons I et II) Moderato,  en fa majeur
- Ma poi che desta vide (recitativo),
- Ingoiatelo, laceratelo (aria) Vivace,  en ré majeur
- Ah que son con Teseo permio tormento (recitativo) risoluto,
- Struggiti or cor in pianto (aria), Lento 
 en ut mineur
- Si disse che in tanto pianse (arioso)  en fa majeur

Après une sinfonia très vive, en deux parties (dont la deuxième est subdivisée également en deux, avec reprises), le premier récitatif Ebra d'amor fuggia da le soglie paterne… (« Ivre d'amour, la belle Ariane fille du souverain de Crète… ») décrit les retrouvailles de Thésée et Ariane. Dans l'aria suivante Pur ti stringo, o mio diletto… (« Enfin mes bras t'enlacent, ô mon amant »), la princesse laisse libre cours à son bonheur. Teseo l'accarezzà lui tanto (« Thésée la caressa »)... Mais pendant son sommeil Thésée s'en va pour Athènes, laissant dormir Ariane qui, dans l'air suivant Stringa si dolce nodo (« Que soit lié l'ardent amour ») exprime encore son amour qu'elle croit indéfectible. 
Le récitatif suivant saisit Ariane lorsqu'elle découvre que Thésée l'a abandonnée. L'aria Ingoiatelo, laceratelo ondosi vortici (« Dévorez-le, déchirez-le, vagues écumantes, monstres de la mer… ») est la supplique d'Ariane aux dangers de la mer.
Durée : près de vingt minutes.

## Texte
Le troisième récitatif et son aria.
| « [Recitativo] Ma poi che desta vide Se abbandonata e sola, E vide il legno che volando Rapia la sua speranza […] [Aria] Ingoiatelo, laceratelo ondosi vortici, Mostri del mar. Sorgete o tempeste Atroci et funeste Le membra barbare A divorar! » |  |  | « Lorsqu'elle s'éveilla, elle se trouva abandonnée et seule, Et vit au loin le navire qui fuyait, Lui enlevant tout espoir […] Dévorez-le, déchirez-le, Vagues écumantes, Monstres de la mer Levez-vous, ô tempêtes, Atroces et funestes, Et dévorez les membres De ce barbare ! » |

## Manuscrits
- Paris, Bibliothèque nationale de France, F-Pn (FG 10502)
- I-BGi
- I-Fc
- I-Gl
- I-Mc
- I-MOe
- Naples, Conservatorio di Musica San Pietro a Majella, I-Nc (Rari 7.1.13)[4]
- I-Vnm

## Discographie
- Arianna - Anne Finet, soprano ; Ensemble baroque de l'Ouest (janvier 1989, EBO 8901) (BNF 39634485)
- Cantates, vol. 1. L'Arianna (H.242) - Christine Brandes, soprano ; Arcadian Academy, dir. Nicholas McGegan (23-25 janvier 1996, Conifer Classics 75605512932 / DHM) (OCLC 659099678) — avec Già lusingato appieno ; Poi che riseppe Orfeo (H.572) ; Bella madre dei fiori.
- L'Arianna (H.242) - Adriana Fernandez, soprano ; Concerto de’ Cavalieri, dir. Marcello Di Lisa (22-25 février 2009, CPO 777 748-2) (OCLC 906158719) — avec L'Olimpia (H.698) ; Su le sponde del Tebro (H.705).
- L'Arianna (H.242) - Kate Lindsey, mezzo-soprano ; ens. Arcangelo, dir. Jonathan Cohen (août 2019, Alpha 576) (OCLC 1202706948) — avec des cantates de chambre de Haendel (Ah! Crudel, nel pianto mio, HWV 78) et Haydn (Arianna a Naxos, Hob. XXVIb:2).